# Prostitution in Indonesien
Prostitution ist  in Indonesien bis 2026 (siehe unten) nicht explizit illegal, wird aber oft als „Verbrechen gegen Moralität und Anstand“ verfolgt. Sexarbeit ist weit verbreitet und bisher weitestgehend toleriert, teilweise sind Vertreter der Polizei in den Betrieb der Bordelle (indonesisch bordil, umschrieben als lokalisasi)  involviert und vermeiden so die Konfrontation mit der Justiz. Sextourismus ist in den Ballungsgebieten üblich, darüber hinaus auch auf den Inseln Batam und Karimun.
Ab 2026 ist Geschlechtsverkehr nur noch in der Ehe erlaubt und kann bestraft werden, wenn ein Familienmitglied der Beteiligten Strafantrag stellt. Das gilt auch, aber nicht nur, für Prostitution.

## Geschichte und Gegenwart
In der Geschichte Indonesiens lässt sich Sexarbeit bis in die vorkoloniale Zeit belegen, allerdings wurde erst in der niederländischen Kolonialzeit die Prostitution institutionalisiert. Nach früheren Versuchen, das Gewerbe durch Gesetze einzuschränken oder zu verbieten, folgte 1852 ein neuer Ansatz: Die Regulierung der Sexarbeit wurde angestrebt. Es folgte die Verkündung von Empfehlungen, sich als Prostituierte etwa regelmäßigen medizinischen Untersuchung zu unterziehen oder vom Bordell aus zu arbeiten. Im gleichen Zuge wurde die Aufsicht über die Gegebenheiten von der zentralen an die örtlichen Regierungen übergeben.
Das Gesetz von 1852 wurde 1913 entsprechend dem niederländischen Vorbild verschärft, allerdings konnten die Behörden nicht mit der wachsenden Anzahl der Prostituierten und der Bordelle mithalten. 
Während der japanischen Invasion im Zweiten Weltkrieg wurde Zwangsprostitution (siehe Trostfrauen) eingeführt.
Im Jahr 2000 waren in Indonesien 70.781 Frauen als Sexarbeiterinnen registriert. In der Bevölkerung werden kontroverse Meinungen vertreten. Religiöse oder konservative Gruppen lehnen die geduldete Prostitution ab. Diese wird in Bordellen, in Nachtklubs und Karaoke-Bars oder auf der Straße (wanita jalanan) praktiziert.
Die offiziellen Bordelle wurden in ihrer bis 2026 bestehenden Form in den 1960er Jahren eingeführt, um das Geschehen zu kontrollieren. Die offiziellen Bordelle bieten den Arbeiterinnen ein soziales Umfeld, sind oft aber auch mit Einrichtungen des gesellschaftlichen Lebens ausgestattet, etwa werden Kochkurse oder religiöse Veranstaltungen angeboten. Teilweise sind die Häuser in öffentlicher Hand oder werden zur Rehabilitation der Arbeiterinnen und Eindämmung der Infektionskrankheiten unterstützt.
Rumah bordel sind daneben Einrichtungen von privaten Betreibern. Die Arbeiterinnen wohnen ebenfalls im Haus, allerdings ist der Zugriff und der Schutz staatlicher Institutionen nicht gewährleistet.

### Pecun
Studentinnen der Mittelklasse, die gegen Geld oder Geschenke sexuelle Dienstleistungen vollziehen, heißen pecun oder perek (von perempuan eksperimen, „experimentierfreudige Frau“). Nicht alle pecun sind auf die finanziellen Zuwendungen angewiesen.

### Proteste und Ausschreitungen
Nach Protesten der konservativen muslimischen Gruppe Front Pembela Islam (FPI) wurden 1999 beispielsweise Bordelle in Jakarta geschlossen, die an dieser Stelle bereits 30 Jahre existierten: Das Projekt Kramattunggak mit – zu Hochzeiten – 1600 Sexarbeiterinnen, wurde von der Stadtverwaltung betrieben. Da sich die Prostitution in der Folge lediglich verlagerte, war es nicht weiter möglich, die Ausbreitung von sexuell übertragbaren Krankheiten zu überwachen. Das Ziel des Projektes, die Frauen durch die Infrastruktur und den öffentlichen Träger zu resozialisieren, wurde damit ebenfalls verfehlt.
Die FPI legte am Tag der Schließung des Kramattunggak Brände in 17 weiteren Bordellen in Tangerang. In Bekasi kam es zu Ausschreitungen: Ein Mob zerstörte Hotels und Restaurants, während zwei weitere Anlagen für Prostituierte brannten.

### Online-Prostitution
Prostitution, auch Kinderprostitution, wird auch über das Internet und soziale Netzwerke betrieben, und wird – so denn möglich – geahndet, sofern illegal. Die Regierung versucht (Stand 2011), sowohl Pornografie im Internet als auch unreglementierte Prostitution in dieser Form zu unterdrücken.